# Coburger Hütte

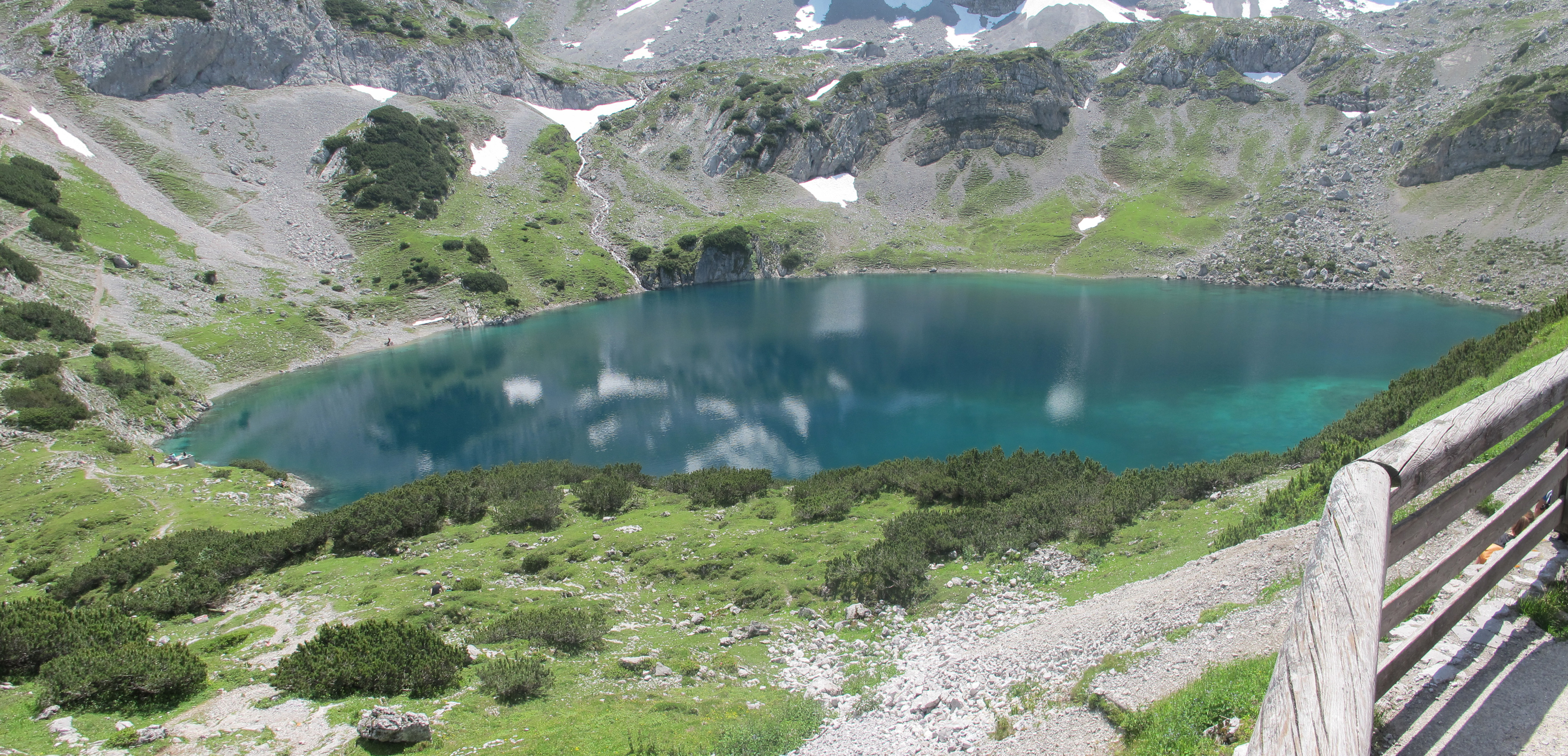
Blick von der Coburger Hütte zum Drachensee

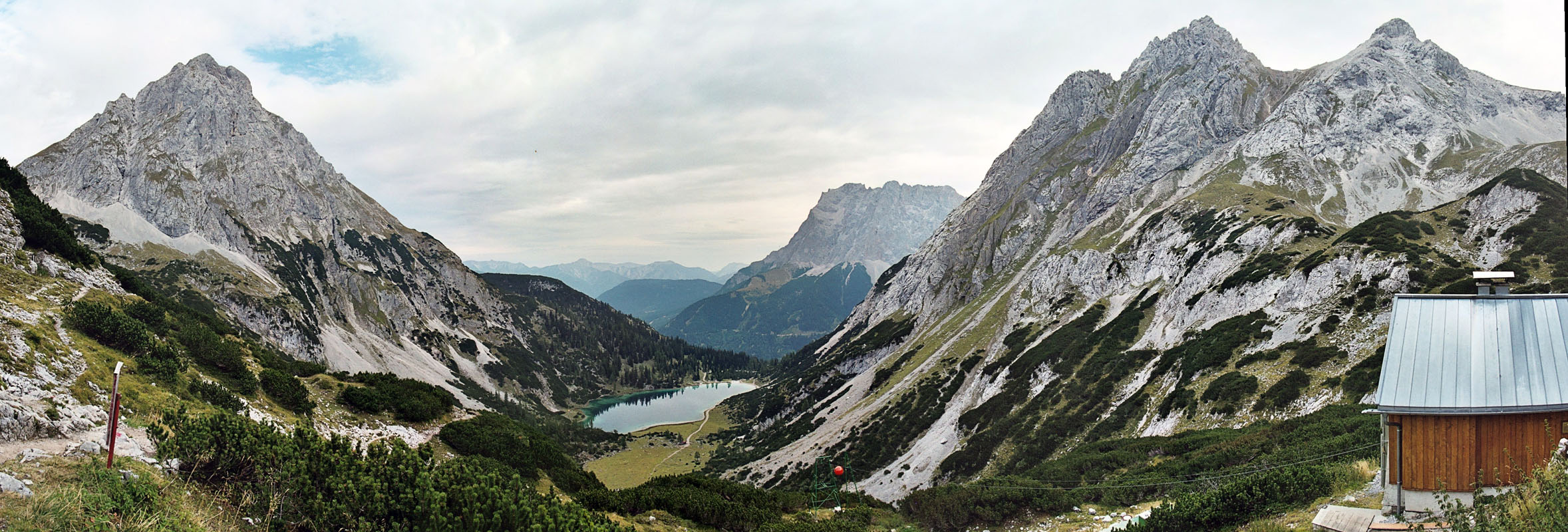
Panoramablick von der Coburger Hütte bei Ehrwald (Tirol) über den Seebensee auf das Zugspitzmassiv

Die Coburger Hütte ist eine Schutzhütte der Sektion Coburg des Deutschen Alpenvereins. Sie befindet sich im Mieminger Gebirge in Tirol und liegt nur wenige Höhenmeter über dem Drachensee. Die Unterkunft ist in der Regel von Juni bis Anfang Oktober geöffnet und es steht ein Winterraum zur Verfügung.

## Geschichte
Der Bau der Schutzhütte geht auf einen Vorschlag des Münchner Alpinisten Ferdinand Kilger aus dem Jahre 1890 zurück. Er wurde 1895 von der 1879 gegründeten Sektion Coburg des DuOeAV übernommen. 1901 war die erste Hütte fertiggestellt, bereits in den Folgejahren erhielt sie einen Wasseranschluss (das „Wasser in Trinkqualität“ wurde aus dem inzwischen ausgetrockneten Grünsteinsee bezogen), ein Stromaggregat und 1908 eine Telefonleitung.
Nach dem Ersten Weltkrieg wurde der Bau zum ersten Mal erweitert, 1962 wurde die Materialseilbahn errichtet und noch vor dem 75-jährigen Hüttenjubiläum wurde ein neuer Sanitärtrakt erbaut. Weitere Sanierungs- und Baumaßnahmen erfolgten in den 1980er Jahren, nachdem die zuständige Bezirkshauptmannschaft Imst das Gebäude als baufällig und brandgefährdet einstufte, und in den 1990er Jahren, als Energie- und Wassergewinnung sowie Abwasser und Abfallentsorgung neuen Umweltstandards angepasst wurden.
2009–2011 wurde die Coburger Hütte erneut erweitert und modernisiert, dabei wurden neben allgemeinen Sanierungsarbeiten ein neues Blockheizkraftwerk und ein Seminarraum eingerichtet.

## Aufstiege
Zu erreichen ist die Hütte direkt von der österreichischen Ortschaft Ehrwald in mehreren Varianten.

### Hoher Gang
Zur Begehung des Hohen Gangs, der von Ehrwald aus zur Coburger Hütte führt, sind Trittsicherheit und Schwindelfreiheit absolut erforderlich, weshalb sich diese Variante nur für Geübte eignet, zumal nur stellenweise Drahtseilsicherungen vorhanden sind. Der Weg beginnt in einer Höhe von 1100 m und führt – von Latschen gesäumt – nach einer Überquerung des Gaißbachs zum Seebensee. Danach sind nur noch 300 Höhenmeter in engen Serpentinen zu überwinden, um zur Hütte zu gelangen (Gehzeit 3 Stunden).

### Seeben-Klettersteig
Der Seeben-Klettersteig, der ca. eine ¾ Stunde von der Talstation der Ehrwalder Almbahn entfernt am Seebenwasserfall beginnt, führt am Gaißbach entlang bis zur Jausenstation Seebensee nahe dem gleichnamigen See. Auch diese Variante ist nur für Geübte (Klettersteig Schwierigkeitsgrad E) zu empfehlen, sie bietet Drahtseilsicherungen im sehr ausgesetzten Gelände. Die gesamte Gehzeit beträgt 3 Stunden.

### Von der Ehrwalder Alm
Die einfachste Möglichkeit, die Hütte zu erreichen, ist der Aufstieg über die Ehrwalder Alm (1502 m) von der Ortschaft (1000 m) aus, wobei die Ehrwalder Almbahn (1502 m) helfen kann, an Höhe zu gewinnen. Danach folgt man größtenteils kleinen Almsträßchen und gelangt so, nachdem man Seebenalm und -see passiert hat, in engen Serpentinen zur Coburger Hütte (2 Stunden von der Ehrwalder Alm).

### Immensteig
Der Immensteig zweigt 300 Meter oberhalb der Talstation der Ehrwalder Almbahn vom Weg zur Ehrwalder Alm ab, quert zunächst die Heuwiesen der Oberen Mähder und schließlich teilweise drahtseilgesichert die östlichen Ausläufer der Seebenwände unweit des Immen-Wasserfalls. Er mündet beim Unterstand Ganghofers Rast in den Fahrweg von der Ehrwalder Alm zur Seebenalm (Gehzeit 2,5 bis 3 Stunden).

### Weitere leichte Aufstiegsmöglichkeiten
Von Biberwier über die Biberwierer Scharte (2000 m) in 3 Stunden oder von Obsteig-Arzkasten über die Grünsteinscharte (2200 m) in 4 Stunden.

## Gipfel
- Vorderer Tajakopf (2452 m) 2 Stunden
- Ehrwalder Sonnenspitze (2412 m) 2 Stunden
- Hinterer Tajakopf (2408 m) 2 Stunden
- Vorderer Drachenkopf (2301 m) 1 Stunde
- Wampeter Schrofen (2520 m) 2,5 Stunden

## Übergänge
- Über das hintere Tajatörl und die Igelsscharte zur Breitenkopfhütte (3 Stunden)
- Über die Grünsteinscharte zum Lehnberghaus oder zum Berggasthof Sunnalm (je ca. 3 Stunden). Seit August 2012 gibt es aufgrund von Steinschlag im Jahr 2011 eine neue Wegführung.[2]
- Über Gaistal und Gatterl zur Knorrhütte (5–6 Stunden)

## Klettergärten
Im Bereich der Coburger Hütte gibt es zwei Klettergärten. In etwa fünf Minuten Entfernung von der Hütte befindet sich der Klettergarten Coburger Hütte mit circa zehn Routen der Schwierigkeitsgrade 4 bis 6. Nochmals rund 20 Minuten weiter in Richtung Wandfuß des Drachenkopfs findet man den Klettergarten Colosseum mit fünf Routen der Schwierigkeiten 7 bis 9-.

## Klettersteige
- Tajakante-Klettersteig auf den Vorderer Tajakopf  D/E -1[3][4]
- Coburger Klettersteig vom Vorderen auf den Hinteren Tajakopf  D/E[5][6][7]
- Seeben-Klettersteig E[8][9][10]

## Karten
- Alpenvereinskarte 4/2 Wetterstein Mitte (1:25.0000)